# Нерубайська сільська територіальна громада
Нерубайська сільська територіальна громада — територіальна громада в Україні, в Одеському районі Одеської області. Утворена 17 липня 2020 року в результаті об'єднання Нерубайської та Холоднобалківської сільських рад. Адміністративний центр — село Нерубайське.

## Склад громади
До складу громади входить одне селище Усатове і 4 села:
- Алтестове
- Велика Балка
- Нерубайське
- Холодна Балка

У складі громади один старостинський округ, до якого входять села Холодна Балка та Алтестове.